# Hoplophthiracarus pakistanensis
Hoplophthiracarus pakistanensis är en kvalsterart som beskrevs av Hammer 1977. Hoplophthiracarus pakistanensis ingår i släktet Hoplophthiracarus och familjen Phthiracaridae. Inga underarter finns listade i Catalogue of Life.